# Shape of You
"Shape of You" là bài hát của ca sĩ kiêm nhạc sĩ người Anh Ed Sheeran. Bài hát được phát hành dưới dạng nhạc kĩ thuật số vào ngày 6 tháng 1 năm 2017 và là một trong hai đĩa đơn chính của album phòng thu thứ ba của Sheeran, ÷ (2017) cùng với "Castle on the Hill".
Bài hát được viết và sản xuất bởi Ed Sheeran và Steve Mac, cùng với đó là các đóng góp của Johnny McDaid, Kandi Burruss, Tameka "Tiny" Cottle và Kevin "She'kspere" Briggs.
"Shape of You" đạt vị trí quán quân trên bảng xếp hạng đĩa đơn ở 34 quốc gia, trong đó có các bảng xếp hạng lớn như Billboard Hot 100 của Hoa Kỳ, hay các bảng xếp hạng của Anh Quốc, Úc và Canada. Bài hát giữ vị trí quán quân tại Canada trong 16 tuần liên tiếp (cân bằng kỷ lục trước đó), cũng như 14 tuần không liên tiếp trên UK Singles Chart, và 12 tuần không liên tiếp trên Billboard Hot 100. Bài hát hiện đứng thứ nhất trong danh sách các bài hát được stream nhiều nhất trên Spotify, và là bài hát duy nhất đạt trên 2 tỉ lượt stream tại đây.

## Bối cảnh
Vào ngày 4 tháng 1 năm 2017, Sheeran đăng một đoạn video dài 6 giây với nền màu xanh da trời và lời bài hát "the club isn't the best place to find a lover". Vào ngày 6 tháng 1, Sheeran tiết lộ trong khi dẫn chương trinh BBC Radio 1 Breakfast Show rằng "Shape Of You" ban đầu được viết cho Rihanna. Sau đó, Sheeran và hãng đĩa của anh phát hành một lens filter dành cho Snapchat kèm theo 30 giây nhạc và lời của ca khúc mới. Anh cho rằng:
 "['Shape of You'] thực ra là một bài ngẫu nhiên tôi chọn vì tôi từng viết ca khúc cho nghệ sĩ khác với anh chàng tên là Steve Mac và Johnny McDaid, và lúc chúng tôi đang viết bài này tôi chợt nghĩ 'bài này hợp với Rihanna lắm đây,' và rồi tôi bắt đầu hát theo kiểu 'Van The Man' và tôi nói 'chắc là cô ấy sẽ không hát bài này đâu, phải không?' Chúng tôi khá là lưỡng lự và cuối cùng quyết định sẽ chỉ làm bài đó cho tôi mà thôi."
Anh cũng tiết lộ đây là "bài hát cuối cùng được viết xong trong album."

## Sáng tác
"Shape of You" là một bài hát thuộc thể loại pop, dancehall và tropical house. Trong bài hát, Sheeran hát về một tình cảm vừa chớm nở trên nền nhạc tạo từ đàn marimba. Theo NT News, bài hát "kể về câu chuyện Sheeran phải lòng một cô gái trong quán bar nơi mà anh và bạn bè đang nâng chén." "Shape of You" được viết ở khóa C♯ thứ với nhịp độ 96 nhịp một phút. Bài hát được sáng tác với nhịp 4
4, chùm hợp âm C♯m–F♯m–A–B (I–IV–VI–VII), trong đó quãng giọng của Sheeran là từ G♯3 tới G♯5.
Nhịp điệu trữ tình của bài hát có phần giống với tác phẩm "No Scrubs" của TLC, đặc biệt là ở đoạn tiền điệp khúc. Vì lý do này nên các tác giả "No Scrubs" gồm Kandi Burruss, Tameka "Tiny" Cottle và Kevin "She'kspere" Briggs được tính là đồng tác giả của "Shape of You".

## Ý kiến phê bình
Jon Caramanica của tờ The New York Times cho rằng "'Shape of You' là một ca khúc nhanh và hiệu quả với một chút yếu tố dồn dập của 'âm nhạc Caribe'." Taylor Weatherby của Billboard thì cho rằng "'Shape of You' không giống với giai điệu của Sheeran mà bạn thường nghe. Nhưng đó chính là biểu hiện cho những gì mà chủ nhân của ca khúc "Thinking Out Loud" đã làm trong thời gian vắng bóng: đó là tạo ra thứ âm nhạc vẫn khiến người ta thấy chất của Sheeran, nhưng với một hướng đi mới." Jeremy Gordon của Spin đánh giá tích cực với nhận định rằng bài hát "là đáng ghi nhận trong việc thuyết phục chúng ta rằng anh ấy có quan hệ tình dục... khá nhiều. Nó giống như cái tát vậy, dù thực tình bạn chẳng thể nào tưởng tượng ra hình ảnh Sheeran nói câu 'put that body on me' với một người phụ nữ nào đó ngoài đời thực." Tờ Metro cho rằng bài hát có phần giống với "Cheap Thrills" của Sia.

## Diễn biến thương mại
Bài hát đứng đầu tại bảng xếp hạng chính thức tại 30 nước. "Shape of You" ra mắt ở vị trí số một trên UK Singles Chart vào ngày 13 tháng 1 với 227.000 bản được tiêu thụ trong tuần đầu tiên. Sheeran cũng debut ở vị trí thứ 2 với "Castle on the Hill" để trở thành nghệ sĩ đầu tiên trong lịch sử bảng xếp hạng âm nhạc Anh Quốc debut ở cả hai vị trí đầu bảng. Bài hát được chứng nhận bạc trong tuần đầu nhờ bán được 200.000 bản và sau đó là chứng nhận vàng ở tuần thứ hai với 400.000 bản. Bài hát giữ vị trí quán quân trong tuần thứ hai hiện diện trên bảng xếp hạng sau khi bán ra tiếp 139.000 bản. Bài hát sau đó giữ vị trí số một trong 13 tuần liền trên UK Singles Chart, cùng một tuần cách quãng nữa. "Shape of You" ra mẳ ở vị trí thứ hai trên Scottish Singles Chart, đứng sau "Castle on the Hill". TÍnh tới tháng 4 năm 2017, bài hát bán được 1.811.910 bản và thu về 120.810.200 lượt stream.
"Shape of You" đứng ở vị trí thứ nhất trong tuần đầu tiên trên Billboard Hot 100 với 240.000 lượt tải và 20 triệu lượt stream tại Hoa Kỳ, đồng thời mang về cho Sheeran đĩa đơn quán quân đầu tiên tại đây. Sheeran cũng là nghệ sĩ đầu tiên có cùng lúc hai bài hát trong top 10 trong tuần đầu tiên trong lịch sử Hot 100 (cùng với "Castle on the Hill" ở vị trí số sáu). "Shape of You" đứng đầu Hot 100 trong 12 tuần không liên tiếp. Trong tuần thứ tư ở vị trí số một, bài hát cũng thống trị ngôi vị quán quân trên Mainstream Top 40. Vào ngày 6 tháng 5 năm 2017, bài hát rớt xuống thứ hai trên Hot 100 khi bị "Humble" của Kendrick Lamar thế chỗ. Trên bảng xếp hạng Dance/Mix Show Airplay, "Shape of You" trở thành đĩa đơn quán quân Dance/EDM đầu tiên của Sheeran tại Mỹ. Bài hát sau đó tiếp tục đứng đầu Dance Club Songs vào ngày 18 tháng 3 năm 2017. Tính đến 6 tháng 4 năm 2017, "Shape of You" là đĩa đơn bán chạy nhất năm 2017 tại Mỹ với 1,7 triệu bản và là bài hát duy nhất bán được trên một triệu bản.
Bài hát ra mắt ở vị trí đầu tiên tại Pháp, và nhận được chứng nhận bạch kim. Tại Úc, bài hát tại vị ở ngôi quán quân trong 15 tuần, phá kỷ lục mà ca khúc "Gangsta's Paradise" của Coolio lập được 22 năm về trước.

## Quảng bá
Bài hát "Shape of You" được đi kèm với video lời nhạc trong khi bài hát được phát hành. Cho đến ngày 3 tháng 2 năm 2017, video lời nhạc đã cán mốc 184 triệu lượt xem chỉ trong 29 ngày và trở thành một trong những video đạt được 100 triệu lượt xem nhanh nhất

## Video âm nhạc
Vào ngày 30 tháng 1 năm 2017, video chính thức của bài hát được phát hành với sự tham gia của vũ công Jennie Pegouskie và đô vật sumo chuyên nghiệp đã giải nghệ Yamamotoyama Ryūta. Video được quay tại Seattle với sự chỉ đạo của đạo diễn Jason Koenig. Vào ngày 8 tháng 5 năm 2017, hơn ba tháng sau khi ra mắt, bài hát đạt 1 tỉ lượt xem trên YouTube. Tính đến 30 tháng 6 năm 2017, video có trên 1,6 tỉ view và là video được xem nhiều thứ 23.

## Danh sách bài hát
| - Tải kỹ thuật số 1. "Shape of You" – 3:53 - Tải kỹ thuật số (remix của Galantis) 1. "Shape of You" (remix của Galantis) – 3:15 - Tải kỹ thuật số (Acoustic) 1. "Shape of You" (Acoustic) – 3:43 - Tải kỹ thuật số (remix của Stormzy) 1. "Shape of You" (remix của Stormzy) – 3:51 - Tải kỹ thuật số (remix của Major Lazer) 1. "Shape of You" (remix của Major Lazer hợp tác với Nyla & Kramium) – 3:12 - Tải kỹ thuật số (remix Latin) 1. "Shape of You" (remix Latin hợp tác với Zion & Lennox) – 3:57 - Đĩa đơn CD Đức 1. "Shape of You" – 3:53 2. "Shape of You" (Acoustic) – 3:43 | - Đĩa đơn quảng bá (remix của Wale) 1. "Shape of You" (remix của Wale) – 4:02 - Đĩa đơn quảng bá (Remixes) 1. "Shape of You" (Jack Wins) – 6:09 2. "Shape of You" (Jack Wins radio edit) – 3:20 3. "Shape of You" (Promo Only Jack Wins intro edit) – 3:47 4. "Shape of You" (Decoy) – 2:55 - Đĩa đơn quảng bá (remix của DJ Mike D) 1. "Shape of You" (DJ Mike D radio edit) – 3:51 2. "Shape of You" (DJ Mike D mixshow edit) – 4:17 - Đĩa đơn quảng bá 1. "Shape of You" – 3:53 2. "Shape of You" (Instrumental) – 3:53 |

## Bảng xếp hạng
| Bảng xếp hạng (2017)                            | Vị trí cao nhất |
| ----------------------------------------------- | --------------- |
| Argentina (Monitor Latino)                      | 2               |
| Úc (ARIA)                                       | 1               |
| Áo (Ö3 Austria Top 40)                          | 1               |
| Bỉ (Ultratop 50 Flanders)                       | 1               |
| Bỉ (Ultratop 50 Wallonia)                       | 1               |
| Brasil (Hot 100 Airplay)                        | 1               |
| Brasil (Billboard Brasil Pop Airplay)           | 2               |
| Canada (Canadian Hot 100)                       | 1               |
| Canada AC (Billboard)                           | 1               |
| Canada CHR/Top 40 (Billboard)                   | 1               |
| Canada Hot AC (Billboard)                       | 1               |
| Chile (Monitor Latino)                          | 5               |
| Colombia (National-Report)                      | 10              |
| Colombia Anglo (National-Report)                | 1               |
| Colombia (National-Report) Latin Remix          | 88              |
| Cộng hòa Séc (Rádio Top 100)                    | 1               |
| Cộng hòa Séc (Singles Digitál Top 100)          | 1               |
| Đan Mạch (Tracklisten)                          | 1               |
| Euro Digital Songs (Billboard)                  | 1               |
| Phần Lan (Suomen virallinen lista)              | 1               |
| Pháp (SNEP)                                     | 1               |
| Trường songid là BẮT BUỘC CHO BẢNG XẾP HẠNG ĐỨC | 1               |
| Hy Lạp Airplay Chart (IFPI)                     | 1               |
| Hy Lạp Digital Songs (Billboard)                | 1               |
| Guatemala (Monitor Latino)                      | 2               |
| Hungary (Dance Top 40)                          | 1               |
| Hungary (Rádiós Top 40)                         | 1               |
| Hungary (Single Top 40)                         | 1               |
| Ireland (IRMA)                                  | 1               |
| Israel (Media Forest)                           | 1               |
| Ý (FIMI)                                        | 1               |
| Nhật Bản (Japan Hot 100)                        | 7               |
| Latvia (Latvijas Top 40)                        | 1               |
| Liban (Lebanese Top 20)                         | 2               |
| Luxembourg Digital Songs (Billboard)            | 1               |
| Malaysia (RIM)                                  | 1               |
| Mexico Airplay (Billboard)                      | 2               |
| Mexico Ingles Airplay (Billboard)               | 1               |
| Hà Lan (Dutch Top 40)                           | 1               |
| Hà Lan (Single Top 100)                         | 1               |
| New Zealand (Recorded Music NZ)                 | 1               |
| Na Uy (VG-lista)                                | 1               |
| Panama (Monitor Latino)                         | 2               |
| Paraguay (Monitor Latino)                       | 2               |
| Peru (Monitor Latino)                           | 2               |
| Philippines (Philippine Hot 100)                | 1               |
| Ba Lan (Polish Airplay Top 100)                 | 1               |
| Ba Lan (Dance Top 50)                           | 1               |
| Bồ Đào Nha (AFP)                                | 1               |
| România (Media Forest)                          | 1               |
| Nga Airplay (Tophit)                            | 1               |
| Scotland (OCC)                                  | 1               |
| Slovakia (Rádio Top 100)                        | 1               |
| Slovakia (Singles Digitál Top 100)              | 1               |
| Slovenia (SloTop50)                             | 1               |
| Hàn Quốc International Chart (Gaon)             | 1               |
| Tây Ban Nha (PROMUSICAE)                        | 1               |
| Thụy Điển (Sverigetopplistan)                   | 1               |
| Thụy Sĩ (Schweizer Hitparade)                   | 1               |
| Anh Quốc (OCC)                                  | 1               |
| Uruguay (Monitor Latino)                        | 9               |
| Hoa Kỳ Billboard Hot 100                        | 1               |
| Hoa Kỳ Adult Contemporary (Billboard)           | 1               |
| Hoa Kỳ Adult Pop Airplay (Billboard)            | 1               |
| Hoa Kỳ Dance Club Songs (Billboard)             | 1               |
| Hoa Kỳ Dance/Mix Show Airplay (Billboard)       | 1               |
| Hoa Kỳ Latin Airplay (Billboard)                | 24              |
| Hoa Kỳ Latin Pop Songs (Billboard)              | 15              |
| Hoa Kỳ Pop Airplay (Billboard)                  | 1               |
| Hoa Kỳ R&B/Hip-Hop Airplay (Billboard)          | 49              |
| Hoa Kỳ Rhythmic (Billboard)                     | 3               |
| Venezuela English (Record Report)               | 1               |
| Venezuela (National-Report) Latin Remix         | 63              |

## Chứng nhận
| Quốc gia | Chứng nhận  | Số đơn vị/doanh số chứng nhận |
| --- | ----------- | ----------------------------- |
| Úc (ARIA) | 6× Bạch kim | 420.000‡                      |
| Áo (IFPI Áo) | Bạch kim    | 30.000‡                       |
| Bỉ (BEA) | 4× Bạch kim | 0‡                            |
| Canada (Music Canada) | 9× Bạch kim | 0*                            |
| Đan Mạch (IFPI Đan Mạch) | 3× Bạch kim | 270.000‡                      |
| Pháp (SNEP) | Kim cương   | 250.000‡                      |
| Đức (BVMI) | Kim cương   | 1.000.000‡                    |
| Ý (FIMI) | 7× Bạch kim | 350.000‡                      |
| New Zealand (RMNZ) | 3× Bạch kim | 90.000‡                       |
| Ba Lan (ZPAV) | Kim cương   | 100.000‡                      |
| Tây Ban Nha (PROMUSICAE) | 5× Bạch kim | 200.000‡                      |
| Thụy Điển (GLF) | 9× Bạch kim | 180.000‡                      |
| Thụy Sĩ (IFPI) | 5× Bạch kim | 100.000‡                      |
| Anh Quốc (BPI) | 4× Bạch kim | 2.400.000‡                    |
| Hoa Kỳ (RIAA) | 4× Bạch kim | 2.112.000                     |
| * Chứng nhận dựa theo doanh số tiêu thụ. ^ Chứng nhận dựa theo doanh số nhập hàng. ‡ Chứng nhận dựa theo doanh số tiêu thụ và phát trực tuyến. |             |                               |

## Lịch sử phát hành
| Khu vực | Ngày                | Định dạng              | Phiên bản                            | Hãng đĩa | Nguồn         |
| ------- | ------------------- | ---------------------- | ------------------------------------ | -------- | ------------- |
| Anh     | 6 tháng 1 năm 2017  | Contemporary hit radio | Gốc                                  | Asylum   | [ 137 ]       |
| Hoa Kỳ  | 10 tháng 1 năm 2017 | Contemporary hit radio | Gốc                                  | Atlantic | [ 138 ]       |
| Khác    | 10 tháng 2 năm 2017 | Tải kỹ thuật số        | Remix của Galantis và bản acoustic   | Asylum   | [ 41 ] [ 42 ] |
| Khác    | 24 tháng 2 năm 2017 | Tải kỹ thuật số        | Remix của Stormzy và của Major Lazer | Asylum   | [ 43 ] [ 44 ] |
| Đức     | 24 tháng 2 năm 2017 | Đĩa đơn CD             | Gốc                                  | Asylum   | [ 46 ]        |
| Anh     | 17 tháng 3 năm 2017 | Tải kỹ thuật số        | Remix Latin                          | Asylum   | [ 45 ]        |